# Sheehanov sindrom
Sheehanov sidrom je sindrom akutne nekroze prednjega režnja hipofize i hipopituitarizam, tijekom ili nakon poroda. Nazvan je po Haroldu Sheehanu. 

## Patofiziologija
Osnovni uzrok oštećenja je nedostatna opskrba kisikom osjetljivih stanica prednjeg režnja hipofize.
Tijekom trudnoće dolazi do povećanja prednjeg režnja hipofize (adenohipofiza) kao posljedica hipertrofije i hiperplazije laktotropnih stanica, bez popratna povećanja u opskrbi krvlju.
Uz to, portalni venski krvotok niskoga tlaka opskrbljuje prednji režanj hipofize, dok je stražnji režanj hipofize (neurohipofiza) opskrbljen krvlju izravno iz arterija.
Značajnije krvarenje ili hipotenzija tijekom poroda može dovesti do ishemije stanica prednjeg režnja hipofize i njihove nekroze. Stražnji režanj je obično nezahvaćen, zbog izravne dostatne opskrbe krvlju iz arterija.

## Simptomi
Nekroza može zahvatiti čitavi prednji režanj ili samo određena područja i ovisno o tome dolazi do prestanka lučenja svih ili samo određenih hormona. Ovisno o tome koji se hormoni prednjeg režnja prestanu lučiti dolazi do javljanja određenih simptoma. Simptomi zbog nedostatka hormona obično se javljaju vrlo rano i otkriju se ili na temelju kliničke slike ili analizom razine hormona hipofize.

## Liječenje
U nekim blažim slučajevima dolazi do spontanoga opravka lučenja hormona, a liječenje se provodi nadoknadom hormona hipofize kao i u ostalim slučajevima hipopituitarizma.
|  | Molimo pročitajte upozorenje o korištenju medicinskih informacija. Ne provodite liječenje bez savjetovanja s liječnikom! |